# Девід Теодор Нельсон Вільямсон
Де́від Теодо́р Не́льсон Вільямсон (англ. David Theodore Nelson Williamson, відоміший під ініціалами D. T. N. Williamson; 15 лютого 1923 — 10 травня 1992) — британський інженер-механік, що працював у галузях точного машинобудування, верстатобудування й автоматизованих систем керування технологічними процесами (АСК ТП). Конструктор прецизійних датчиків лінійного переміщення для АСК ТП[⇨], автоматизованих металорізальних верстатів та обробних центрів з числовим програмним керуванням[⇨]. Автор більше ста винаходів в галузі машинобудування, з яких найважливішим є винайдена й відлагоджена Вільямсоном гнучка виробнича система («Система 24»[⇨]). Член Лондонського королівського товариства з 1968 року, популяризатор ідей і технологій автоматизації виробництва[⇨].
Вільямсон-радіаматор увійшов в історію електроніки і звуковідтворення як конструктор класичного лампового підсилювача звукових частот (підсилювача Вільямсона) і як співавтор Пітера Вокера (англ. Peter Walker) з розроблення першого в історії серійного електростатичного гучномовця Quad ESL[⇨].

## Життєпис

### Ранні роки

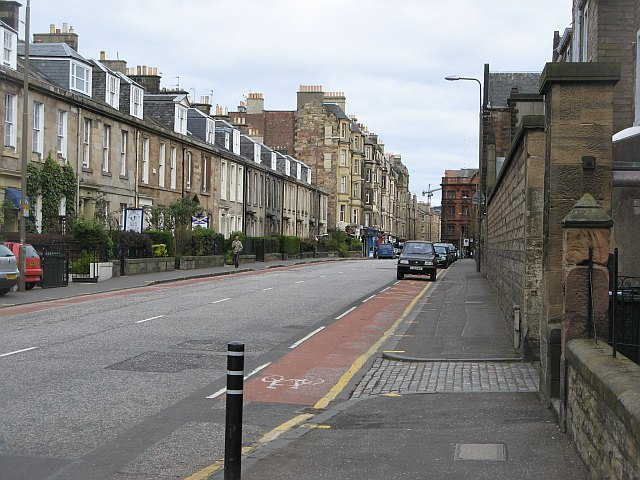
Вулиця Гілмор-Плейс, на якій Вільямсон прожив більшу частину свого життя. У XXI столітті майже усі будинки цієї вулиці, з будинком Вільямсонів включно, переобладнані під готелі

Тео Вільямсон народився в Единбурзі, в успішній ірландській сім'ї. Перенісши в ранньому дитинстві туберкульоз, Вільямсон ріс хворобливою, фізично слабкою дитиною. Хвороба переслідувала його все життя та у зрілі роки стала причиною раннього виходу на пенсію та еміграції .
У 1940 році, після закінчення престижної приватної школи Джорджа Геріота, Вільямсон поступив на інженерний факультет Единбурзького університету. За три воєнних роки Вільямсон, з його слів, отримав прекрасну підготовку у практичних, прикладних дисциплінах (опір матеріалів, гідравліка, теплові машини). Гірші справи були з фундаментальними науками: у 1943 році, у розпалі війни, Тео провалив екзамен з математики й був відрахований з університету. Спроба влаштуватись у штат секретного Науково-дослідного інституту телекомунікацій (TRE), що займався розробкою радіолокаційних станцій, закінчилась невдачею: головний кадровик інституту Сі Пі Сноу вважав кандидата нездатним до дослідницької роботи. За станом здоров'я Вільямсон не підлягав призиву до збройних сил, і військова адміністрація підшукала йому роботу тестувальника радіоламп у компанії Marconi-Osram Valve. Виробництво ламп Вільямсона не вабило, і у квітні 1944 року він перейшов у схемотехнічну лабораторію Marconi's Wireless Telegraph Company. З відома завідувача лабораторії Вільямсон у вільний час займався власними аматорськими проєктами з розроблення підсилювачів і звукознімачів; тут протягом 1944 року він і створив підсилювач звукових частот, що отримав його ім'я.
У лютому 1946 року Вільямсон, не обтяжений більше зобов'язаннями воєнного часу, покинув компанію Marconi й перейшов на роботу в единбурзьке відділення військово-технічної компанії Ferranti. Від пропозицій звукозаписувальної компанії Decca, що базувалася в Лондоні, він відмовився, воліючи повернутися в рідне місто. Ferranti активно шукала способи конверсії накопичених у воєнний час технологій у цивільні продукти, але потенційні клієнти були мало зацікавлені у модернізації. Традиційна британська промисловість переживала глибокий спад, основним джерелом доходу Ferranti залишалося військове замовлення. Вільямсон у перші роки роботи на Ferranti займався суто військовими розробками: авіаційним надзвуковим датчиком швидкості та магнітним підсилювачем для системи управління стартовою катапультою авіаносця.
У 1947 і у 1949—1950 роках в журналі для радіоаматорів «Wireless World» вийшло дві серії статей Вільямсона про розроблений ним підсилювач звукових частот. Конструкція мала надзвичайний успіх у середовищі аматорів, а на початку 1950-х років домінувала і в серійному промисловому виробництві. Точна кількість випущених підсилювачів Вільямсона невідома, але рахунок йшов як мінімум на сотні тисяч. Збірник статей Вільямсона з «Wireless World» витримав три видання і перевидавався у США в 1990-і роки. Так, на самому початку кар'єри, інженер-початківець без вищої освіти став «тим самим Вільямсоном», добре відомим і аматорам, і професійним інженерам по обидва боки Атлантики.

### Роботи у машинобудуванні

#### Система позиціювання Ferranti

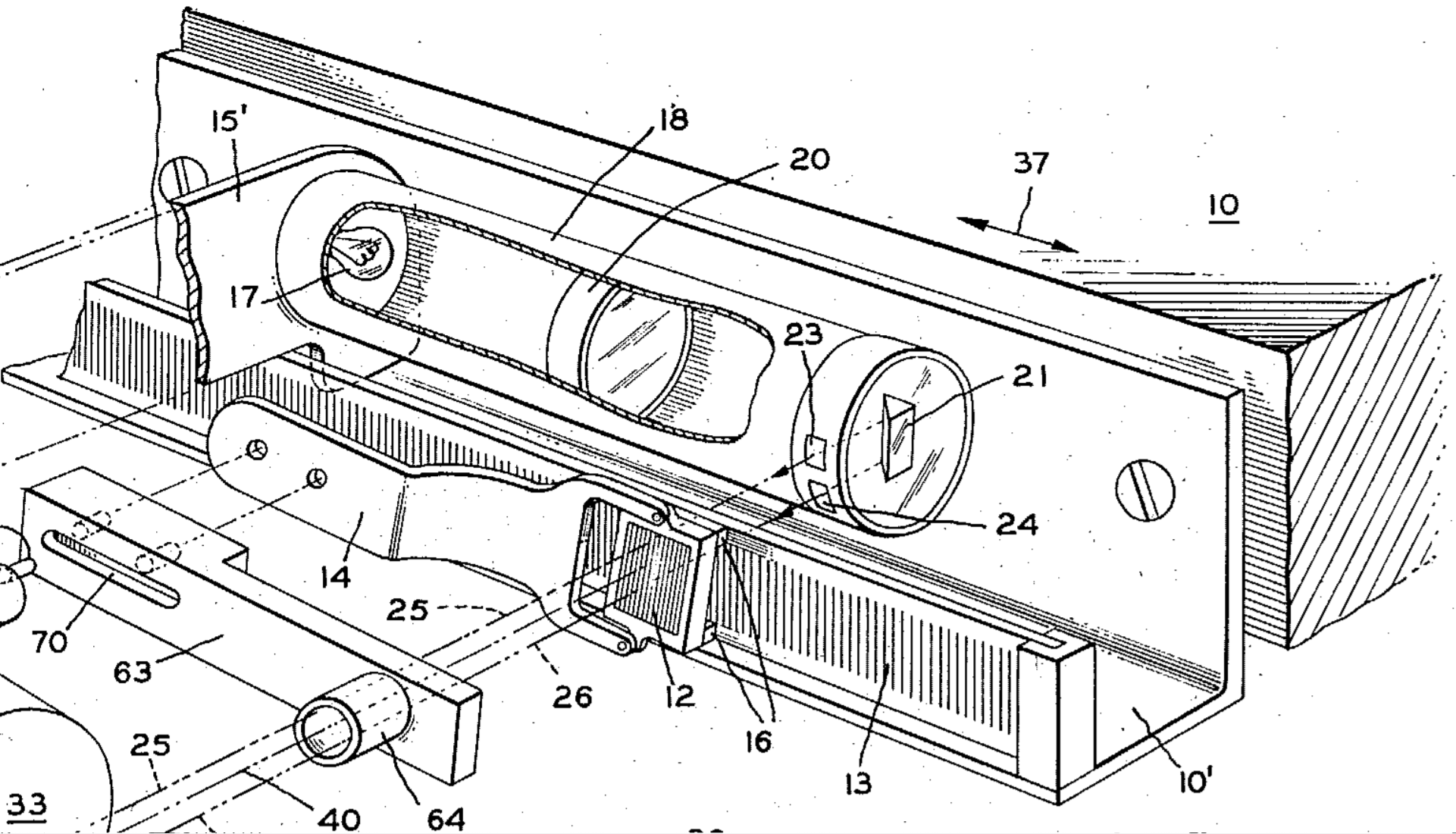
Система позиціювання Ферранті. Рисунок з патенту 1953 року. При переміщенні супорта 10 рухома дифракційна ґратка 13 зсувається відносно нерухомої ґраттки 12. Юстування здійснюється перекосом ґратки 12

У 1950 році Вільямсон зайнявся першим значимим власним проєктом — розробленням прецизійного датчика лінійного переміщення для фрезерних верстатів компанії Ferranti, задіяної у виробництві радіолокаційних станцій. Складність конструкцій надвисокочастотних хвилеводів до того часу зросла до рівня, практично недоступного до виготовлення в умовах традиційного виробництва. Керівництво Ferranti вирішило перевести верстатний парк на числове програмне керування — для цього і стали потрібними надточні датчики. Поїздка до Массачусетського технологічного інституту (MIT) з надією запозичити вже готове технічне рішення не принесла результату: у точному машинобудуванні американці відставали від британців на п'ять-десять років. Британцям був потрібен датчик з абсолютною точністю не гірше за 5 мкм — на порядок кращий від «найновіших» технологій MIT. Створення надточного датчика на базі дифракційної ґратки і системи числового програмного керування зайняло п'ять років. Перші зразки «системи [позиціювання] Ferranti», представлені у 1955 році, забезпечували потрібну абсолютну точність вимірювання у 5 мкм при переміщеннях до 1,5 м; згодом інженери Ferranti зуміли багатократно збільшити діапазон вимірювань, використовуючи систему дзеркал. Числове керування верстатом здійснювалось спеціалізованим, відносно компактним цифроаналоговим обчислювачем по програмі, що зберігалась на магнітній стрічці, так як універсальні ЕОМ 1950-х років були для цієї задачі занадто дорогими і громіздкими. У приводах верстата, вперше у Великій Британії, було застосовано прецизійну кульково-гвинтову передачу, що раніше використовувалась лише в американському автомобілебудуванні.

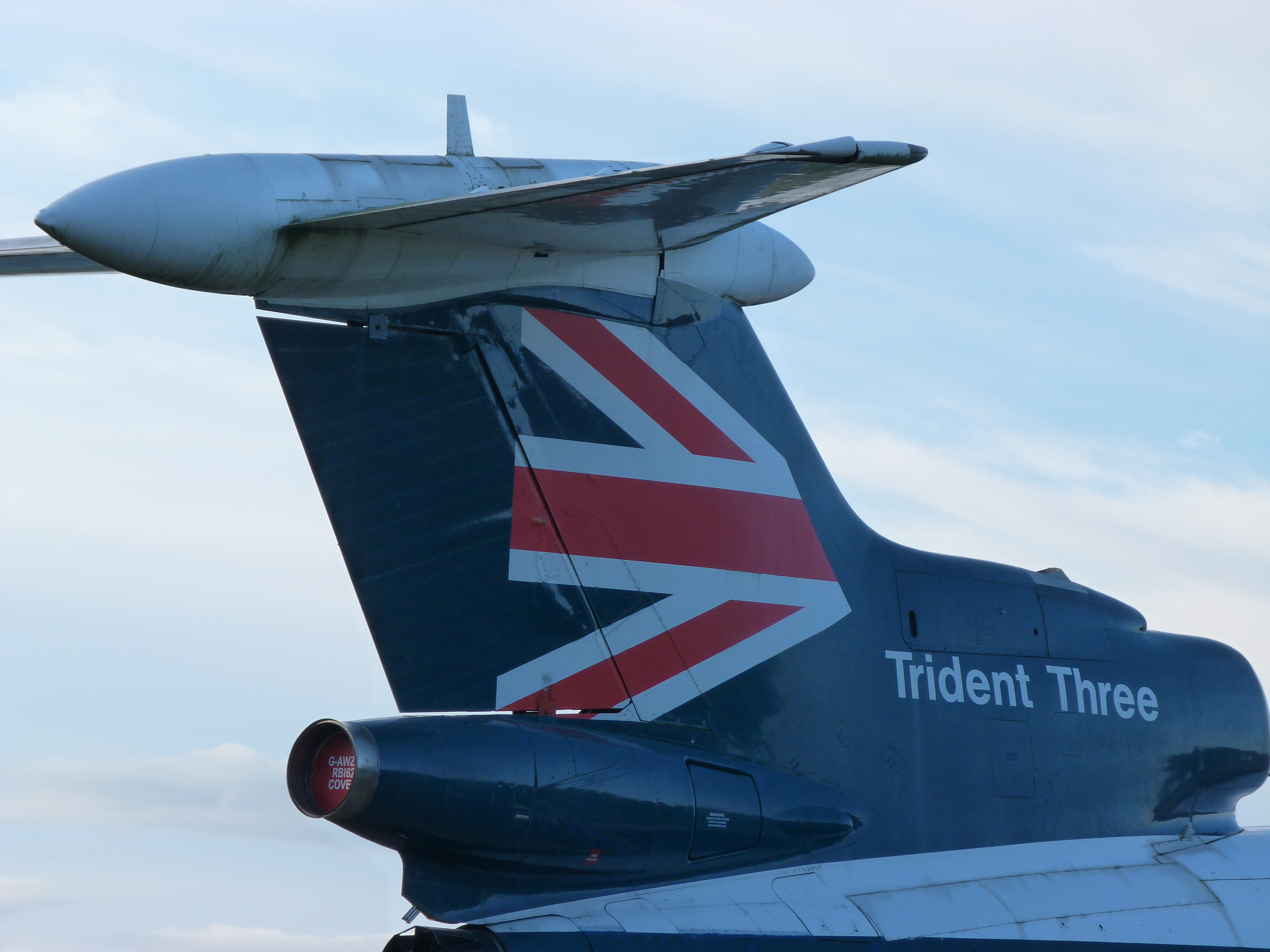
S-подібний повітрозабірник літака «Trident» виготовлявся з монолітної заготовки на верстаті, спроєктованому Вільямсоном

Верстати з датчиками системи Ferranti добре продавалися на ринку, багато в чому, завдяки репутації Вільямсона-радіоаматора. Його ім'я, само собою, приваблювало нових клієнтів. Датчики «системи Ферранті» були абсолютним проривом; протягом багатьох років ніхто з конкурентів не міг навіть наблизитися до результатів, досягнутих групою Вільямсона. Сам же Вільямсон вважав вершиною своєї роботи на Ferranti іншу розробку — величезний фрезерний верстат з ЧПК, що обробляв монолітні заготовки розміром до 3×10 м. У цьому верстаті 1957 року було вперше застосовано повністю гідравлічне управління переміщенням заготовки і фрези, а сама фреза оберталася зі швидкістю до 8000 об/хв — таким чином, все тепло при різанні відходило у стружку, а сама заготовка практично не нагрівалася і тому не зазнавала теплових деформацій. Замовником унікального верстата, призначеного для виготовлення силових елементів бойових літаків, виступала авіабудівна компанія Fairey Aviation Company; згодом на ньому виготовлялись S-подібні повітрозабірники цивільних авіалайнерів Hawker Siddeley Trident.

#### Високошвидкісні верстати з ЧПК Molins
У 1960 році Вільямсона перекупив клієнт Ferranti — машинобудівна компанія Molins, світовий монополіст на ринку обладнання для тютюнової промисловості. Тютюновий бізнес був Вільямсону не цікавий, але Molins запропонувала йому учетверо більший оклад, ніж була згодна платити Ferranti (і більше, ніж отримував тодішній прем'єр-міністр Великої Британії)), плюс місце у раді директорів і необмежені повноваження у технологічному переоснащенні виробництва. За десять років роботи головним конструктором Вільямсон зумів збільшити продуктивність сигаретних машин Molins з 1800 до 4000 штук за хвилину, реорганізував і спростив виробництво комплектуючих, запатентував фундаментальні для тютюнової галузі пристрої автоматичного контролю готової продукції, проте більшу частину часу, як і на Ferranti, віддав проєктуванню верстатів з ЧПК.
Приводом до їх розроблення стали потреби самої компанії Molins. Дрібносерійне виробництво сталевих деталей машин на класичних верстатах було занадто повільним і дорогим. Для прискорення виробництва, вважав Вільямсон, слід було замінити сталь легкими сплавами (алюмінієвими, зокрема), що допускали значно більшу швидкість різання, і замінити застарілі універсальні верстати найновішими високошвидкісними (30000 обертів за хвилину) верстатами з ЧПК та гідравлічними приводами подачі. Здорожчання матеріалу, за розрахунками Вільямсона, повністю окуповувалось здешевленням й прискоренням обробки. Типовий розмір оброблюваної заготовки у Molins не перевищував 300×300×150 мм, тому такий верстат міг бути набагато легшим і дешевшим від універсального. Перші два верстати Вільямсона обійшлись компанії усього у 50 тисяч фунтів. Згодом Molins випустила на зовнішній ринок настановну серію з п'ятнадцяти верстатів Вільямсона, два з яких були придбані французькою авіабудівною компанією Aérospatiale й застосовувались для виготовлення вузлів «Конкорда». За ініціативою Вільямсона компанія Molins серйозно зосередилась на новому для себе ринку металорізальних верстатів; вихід на нього обіцяв значно більшу норму прибутку, але вимагав радикальної зміни і технології, і культури виробництва. Вільямсону довелось фактично з нуля вибудувати на старих площах завод нового покоління. Безпосереднім продовженням роботи з перебудови власного виробництва Molins стало головне досягнення Вільямсона — гнучка виробнича система.

#### «Система 24»
«Система 24» (англ. System 24), створена Вільямсоном, фактично являла собою компактний, повністю автоматизований металообробний цех, розрахований на безперервну цілодобову роботу. У першу (денну) зміну лінію обслуговував кваліфікований персонал, а у дві наступні зміни вона працювала автоматично і автономно, лише під наглядом чергового оператора. За чотири роки спроб і помилок Вільямсон підібрав оптимальну конфігурацію цеху: в остаточному варіанті вона складалась з лінійки верстатів, паралельно до якої розташовувалась лінійка робочих місць для ручного підготовлення заготовок та інструменту. Між ними розташовувався також витягнутий у лінію стелаж проміжного зберігання палетизованих заготовок і обробних інструментів. Подавання і переміщення заготовок та інструментів покладались на керований комп'ютером штабелер-завантажувач, що переміщався уздовж цього стелажа по рейкових напрямних. Місткість проміжного стелажа була обрана достатньо великою, щоб вмістити запаси заготовок, готової продукції та інструменту на вісімнадцять годин безупинної роботи. Тришпиндельні верстати (обробні центри), створені для роботи у складі «Системи 24», відрізнялись нерухомим вертикальним розташуванням палети із заготовкою та рухомим розташуванням шпинделів — така конфігурація спрощувала автоматичне видалення стружки. Змінні робочі інструменти монтувались у чотирнадцятизарядні магазини, що розташовувались на стандартних палетах розміром 32×32 см. Кожний обробний центр вміщав п'ять магазинів і міг використовувати до семидесяти різних інструментів.
Вільямсон зумів переконати у життєздатності своєї ідеї не лише керівництво Molins, а й державних чиновників — уряд виділив компанії Molins безоплатну позику на півмільйона фунтів стерлінгів, що дозволило повністю укомплектувати дослідний цех новим обладнанням. Для його розташування Вільямсон побудував у Дептфорді особливий трирівневий цех. На його нижньому цокольному поверсі розміщалось шумне гідравлічне обладнання і система збору й пресування стружки. На середньому рівні розташовувалась сама виробнича лінія, на верхньому — керуючий нею комп'ютер і робочі міця програмістів. Обчислювальну техніку і програмні рішення поставила компанія IBM, що стала найбільшим спонсором «Системи 24».
У 1967 році Вільямсон тріумфально представив інженерній спільноті ще не зовсім готову до експлуатації систему, довести проєкт якої до завершення йому не судилося . У тому ж 1967 році компанію покинув її багаторічний генеральний директор; клієнти компанії — тютюнові підприємства — збільшили свої частки володіння Molins й провели рішення про зміну не лише керівника, але й основ корпоративного управління. Згодом сім'я Молінз, яка все ще володіла контрольним пакетом фірми, вирішила продати його на біржі. «Передпродажна підготовка» звелась до ліквідації збиткових і непрофільних активів, одним з яких, з точки зору нового керівництва, і була ще не завершена «Система 24». Незважаючи на зацікавленість британського уряду і компанії IBM, у 1969 році, за півроку до очікуваного введення в експлуатацію проєкт було закрито. Корпоративні ігри надламали і без того слабке здоров'я Вільямсона: гострий приступ перфоративної виразки надовго вивів його з ладу. У 1973 році, коли Molins ухвалила рішення повністю закрити верстатобудівний бізнес, Вільямсон покинув компанію.
У той же час американські конкуренти, використовуючи нові недорогі міні-комп'ютери, зуміли довести свої гнучкі виробничі лінії до серійного випуску. Промисловість США почала заміщення старих традиційних виробництв гнучкими системами, а близько 1977 року конкурентна перевага перейшла до японських верстатобудівників. Американці пробували оскаржити два найважливіших патенти Вільямсона, але після багаторічних позовів суди США підтвердили пріоритет Вільямсона та Molins. У 1983—1986 роках патентне бюро США видало Вільямсону патенти на винаходи двадцатилітньої давності; багатомільйонні роялті за їх використання дістались новим власникам реорганізованої компанії Molins.

### Громадська діяльність
У 1968 року Вільямсон став дійсним членом Лондонського королівського товариства. Обрання інженера-практика, який не лише ніколи не займався наукою, але навіть не мав вищої освіти, було безпрецедентною подією — такого високого значення надавало наукове співтовариство «Системі 24».
Вільямсон увійшов до складу заснованого у 1969 році Промислового комітету при Королівському товаристві і, разом з головою Комітету Джеймсом Лайтгіллом, активно виступав за збільшення представництва інженерів і організаторів промисловості у Лондонському королівському товаристві. З точки зору Вільямсона, у Товаристві історично склалась диспропорція на користь представників академічної, фундаментальної науки: лише чверть членів Товариства були інженерами або займались прикладними науками, і лише 6 % працювали безпосередньо у промисловості. Під тиском «інженерного лоббі» Товариство підвищило число членів, що щорічно обираються, але навідріз відмовилось знижувати поріг входження. У 1971 році, коли Віктор Ротшильд і Фредрик Дейнтон запропонували уряду перевести фінансування науки на контрактну основу, Вільямсон заявив про свою незгоду з реформою. Однак ідеї Ротшильда і Дейнтона про ув'язку фінансування з потребами економіки і суспільства він підтримав, а також рекомендував президенту Товариства Алану Годжкіну погодитись з ними, що Годжкін і зробив.
Після закриття «Системи 24» Вільямсон зосередився на аналізі промислового потенціалу і перспектив економічного розвитку Великої Британії. У публічних виступах 1970-х років в рамках недержавної Національної ради економічного розвитку він пророкував неминуче згасання британської промисловості. Вільямсон стверджував, що уряд підтримує торговельний баланс країни штучно, девальваціями, що не може продовжуватися безконечно — не пізніше 1990 року Велика Британія імпортуватиме більше високотехнологічних товарів, ніж вироблятиме сама. Вільямсон вважав, що американська модель інноваційного розвитку, яка спирається на ініціативу безлічі динамічно зростаючих приватних компаній у Великій Британії не може бути реалізована. По-перше, британські фінансисти не були готові давати підприємцям кредити, не одержуючи натомість контролю над їхнім бізнесом, по-друге, у країні був відсутній ринок субпідрядних робіт та послуг, а по-третє, у Великій Британії не існувало масштабних державних програм технологічного розвитку, подібних до космічної програми "Аполлон" у США. Єдиним засобом уповільнити падіння, на думку Вільямсона, був перерозподіл інвестицій на користь виробництва продуктів з максимальною доданою вартістю.
Вільямсон жорстко критикував британську систему вищої освіти і був, загалом, невисокої думки про неї: «Інженерна освіта у Великій Британії дає лише основи, і то не належним чином. Вона не вчить застосовувати ці основи [на практиці] … більшість викладачів — нетворчі особистості, вони не розуміють суті [звичайного] проєктування, не кажучи вже про складнощі проєктування системного … вони відтворюють офісних фахівців за своїми образом і подобою.». Щоб заповнити системні недоліки вищої школи, Рада з виробничих технологій, у якій з 1972 року головував Вільямсон, заснувала програму обміну знаннями (англ. Teaching Company Scheme, з 2003 року програму Knowledge Transfer Partnerships) для студентів університетів, що стажуються у недержавних компаніях. Відкидав Вільямсон і новітні теорії менеджменту, які наполягали на централізації та «оптимізації» проєктних підрозділів. Навпаки, вважав він, найкраще з проєктними завданнями справляються компактні, але самодостатні робочі групи (Вільямсон називав їх «сім'ями»); слід всіляко уникати залежності цих груп від загальнокорпоративних допоміжних служб. «Ні за яких умов неможна передавати створення проєктної документації на внутрішній субпідряд. Загальне креслярське бюро — анахронізм, що культивує найгірші помилки (англ. worst abuses) проєктування».

### Радіоаматорські проєкти

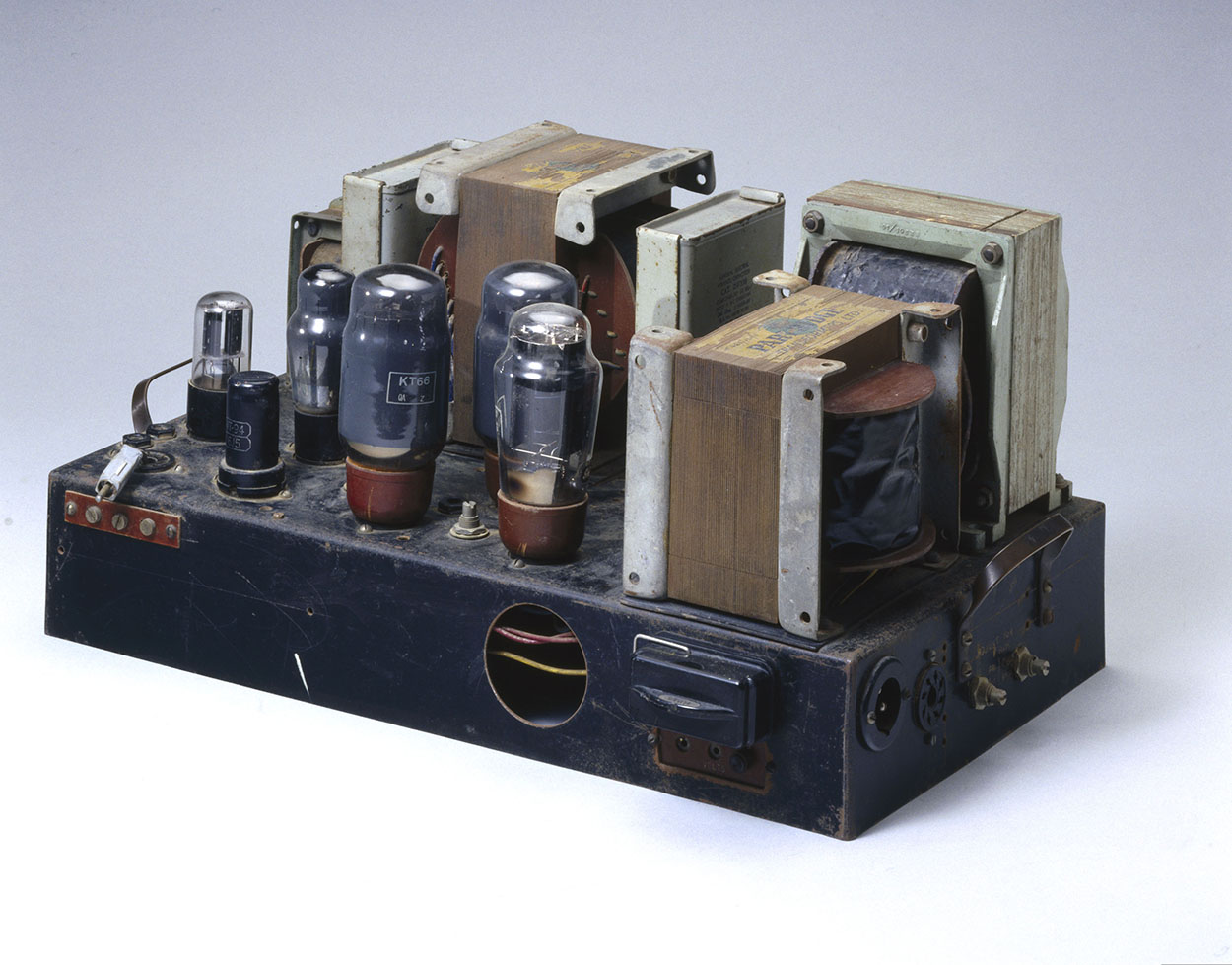
Аматорський варіант підсилювача Вільямсона на серійних трансформаторах Partridge

Вільямсон успадкував потяг до технічної творчості від батька — пристрасного радіоаматора. З 1932 року Тео експериментував з радіоприйманням, у 1938—1939 роках склав підсилювач звукових частот з глибоким негативним зворотним зв'язком (НЗЗ). Тоді ж він серйозно зацікавився популярною у предвоєнні роки темою маніпуляції динамічним діапазоном звукового сигналу. У травні 1943 року журнал для радіаматорів «Wireless World» вперше опублікував замітку Вільямсона про вибір оптимальних швидкостей атаки і затухання експандера; у вересні 1943 року за ініціативою самого журналу Вільямсон опублікував розгорнений опис свого експандера.
Усі наступні роботи Вільямсона в електроніці були пов'язані із відтворенням звуку. У 1944 році, отримавши у своє розпорядження першокласну радіотехнічну лабораторію від Marconi Company, він зайнявся створенням принципово нового оригінального звуковідтворювального тракту — магнітного звукознімача, підсилювача звукової частоти й акустичної системи. За підтримки керівництва компанії Marconi та експертів компанії Decca Вільямсон досяг якісних показників високої точності звуковідтворення, що раніше реалізовувались лише в американських лабораторіях RCA та Western Electric. Вільямсон ефективно довів, що нелінійні спотворення лампової апаратури можна ефективно знизити застосуванням глибокого НЗЗ сумісно з високоякісним вихідним трансформатором, і створив досконалий зразок для масового повторення і наслідування. Об'єктивні характеристики підсилювача Вільямсона стали стандартом, на який орієнтувались конструктори 1950-х років, і який у лампову епоху було практично неможливо перевершити . До травня 1947 року, коли Вільямсон опублікував у «Wireless World» детальний опис своєї розробки, на британському ринку вже існували дві самобутні конструкції підсилювача потужності звукової частоти (ППЗЧ) порівнянної якості, але лише Вільямсон ризикнув розкрити секрети майстерності широкому колу читачів. Він запропонував свою конструкцію не покупцям, а радіоаматорам-кустарям, і саме це обумовило її успіх. Вільямсон, з одного боку, задав орієнтири конструкторам апаратури, з іншого — популяризував знання і розуміння цих орієнтирів у середовищі професіоналів і споживачів. Система якісних показників високої точності, задана Вільямсоном у розробках 1947 року, у цілому діє і у XXI столітті.
Підсилювач Вільямсона не приніс його творцю грошових вигод: в конструкції, створеній на базі давно відомого підсилювача Кокінга, не було нічого, що могло б претендувати на видачу патенту на винахід. На початку 1950-х років Вільямсон і його друг та діловий партнер Пітер Вокер випустили «авторизований варіант» підсилювача Вільямсона, але через високу собівартість продавався він погано. Інший аматорський проєкт Вільямсона 1944 року — магнітний звукознімач оригінальної конструкції, у якому підвішений у полі постійного магніту пружний підвіс голки виконував функцію датчика її перемещіщення — було запатентовано, а з 1948 року випускався під назвою «стрічкового звукознімача Ferranti» (англ. Ferranti Ribbon Pickup). Не так відомо, що Вільямсон був співавтором Вокера у розробці Quad ESL, що випускався з 1957 року — першого в історії серійного электростатичного гучномовця. Quad ESL і через пів століття виділявся виключною динамікою, лінійністю, відсутністю призвуків і забарвлення звуку, а саме головне — суб'єктивно сприянятною якістю звучання. Вокер і Вільямсон зробили видатний крок у покращенні якості звуковідтворення; в історії звукової техніки знайдеться небагато таких же значних інновацій, що зреалізувались в єдиному, розробленому у напівкустарних умовах, продукті.
Вільямсон, як і Вокер, був вихований виключно на класичній музиці і вважав головною метою конструктора акустичної апаратури точне і комфортне відтворення тембрів симфонічного оркестру. В інтерв'ю 1953 року він говорив: «Мій слух, якщо так можні сказати, є римо-католицьким. Я слухаю [класичні] концерти, танцювальну музику. Можу раз на день послухати пару диксилендів, [не більше] … напевно, тому, що інших у мене і немає». На початку 1950-х років Вільямсон вважав цілком реальним високоякісне, реалістичне відтворення записів інструментальних соло і камерних ансамблів, але не великих оркестрів. Він допускав, що з часом побутова апаратура зможе повноцінно відтворювати динаміку симфонічного оркестру, але вважав, що створити ілюзію великої зали у звичайній кімнаті в принципі є неможливим. «Я б хотів привнести до побутової звукотехніки трохи здорового глузду… Нехай кожен вирішить, якого роду ілюзія йому ближча. Особисто я вважаю за краще, щоб оркестр звучав так, як його чути з бокового стільця у задньому ряду…».

### Завершення кар'єри. Приватне життя
У 1951 році Вільямсон одружився зі співробітницею единбурзького відділення Ferranti Александрою Нілсон (англ. Alexandra J. S. Neilson). У шлюбі народились дві дочки і два сини; один з них з’явився на світ у батьківському домі Вільямсона на Гілмор-плейс, де сім'я мешкала у 1951—1960-х роках. Після переходу у Molins Вільямсони перебрались до просторого, самотнього будинку в Кенті. У підвалі будинку Вільямсон обладнав майстерню, де його сини осягали навичок самостійної роботи так само, як Вільямсон колись навчався у свого батька.
Після відходу з Molins Вільямсон всерйоз збирався вийти на спокій: стан здоров'я не дозволяв йому повноцінно працювати у промисловості. Від пропозицій трьох британських університетів очолити профільні кафедри він навідріз відмовився: академічне життя було йому чужим, повертатися до університетського середовища він бажання мав. У 1974 році, після тривалих перемовин, Вільямсон прийняв пропозицію компанії Xerox і обійняв у її європейському відділенні пост директора по НДДКР. На вимогу Вільямсона, контракт тривав лише два роки; за цей час керовані Вільямсоном інженери Xerox довели до готовності до серійного виробництва перший кольоровий копіювальний апарат.
У вересні 1979 року Вільямсон із дружиною переїхали з Великої Британії до Італії, й облаштувались у горах Умбрії, на околицях Тразіменського озера. Тут, як і в Кенті, Вільямсон знову розгорнув приватну майстерню, де відлагоджував прилади для компанії із графства Сассекс, якою керував його син. Свою останню працю — історію створення та ліквідації «Системи 24» — Вільямсон завершив у березні 1992 року, за два місяці до смерті. Люди, що зустрічались з Вільямсоном в останні роки його життя, згадували, що він до самого кінця не був згоден із закриттям проєкту «Системи 24» і не пробачив цього людям, які це зробили .

## Публікації
- Williamson D. T. N. [ARTICLE%20The%20Williamson%20Amplifier%20-%20Williamson%201952.pdf The Williamson Amplifier. Second edition]. — London : Illiffe, 1953.. Збірка статей 1947—1951 років, у тому числі:
  - Williamson D. T. N. Design for a High Quality Amplifier. Basic Requirements // Wireless World[en]. — 1947. — № April. — P. 118—121.
  - Williamson D. T. N. Design for a High Quality Amplifier.Details of Chosen Circuit and Its Performance // Wireless World. — 1947. — № May. — P. 162—163.
  - Williamson D. T. N. High Quality Amplifier: The New Version // Wireless World[en]. — 1949. — № August. — P. 282—287.
- Williamson D. T. N., Walker P. J. Amplifiers and Superlatives // Wireless World[en]. — London, 1952. — № September. — P. 357—361.
- Wallace E., Williamson D. T. N. Adventurers in Sound: D. T. N. Williamson // High Fidelity Magazine[en]. — 1953. — № July-August. — P. 32—33, 108—110.